# Verkündigungs-St. Justin-Kloster
Koordinaten: 50° 46′ 6,2″ N, 9° 52′ 28,2″ O

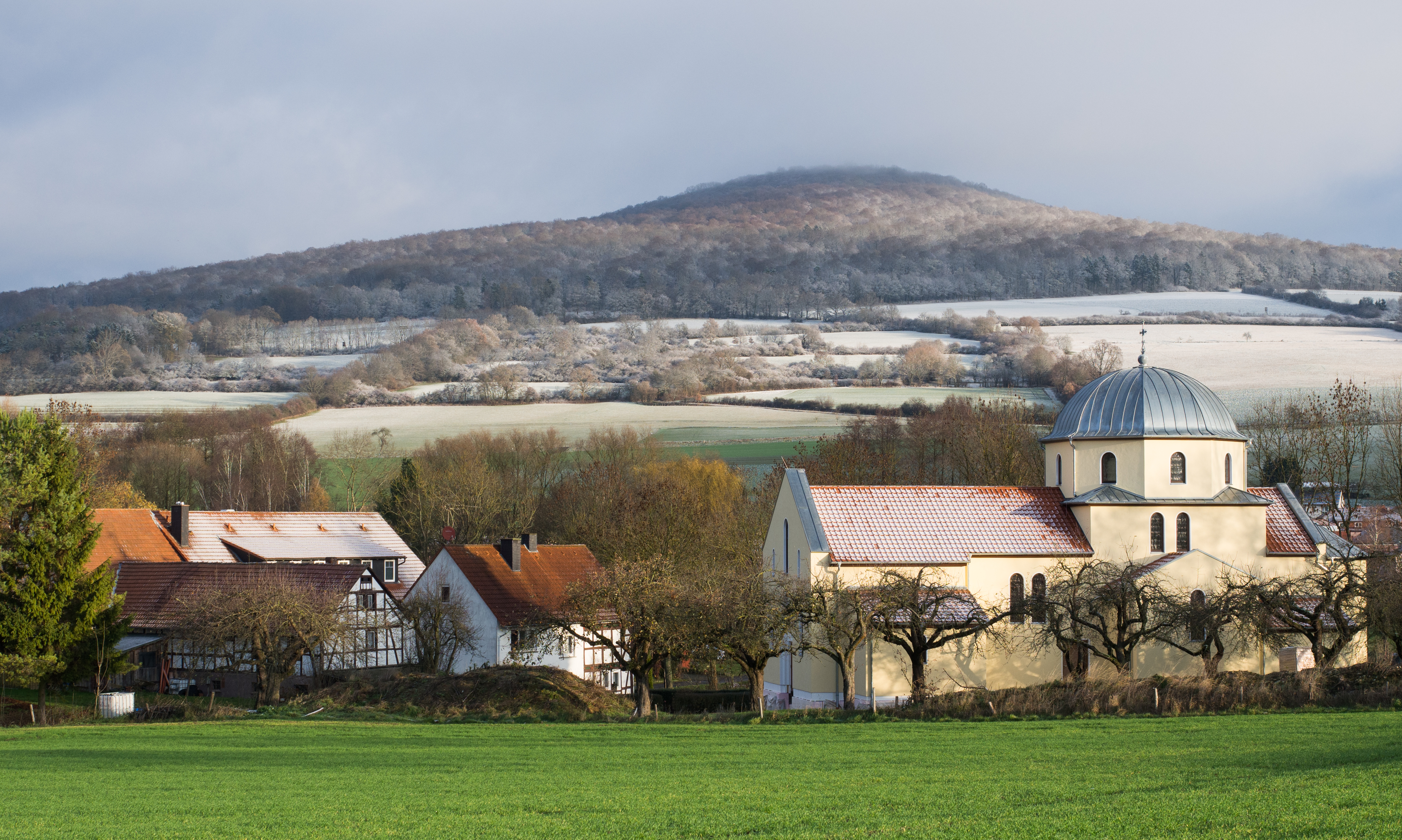
Links der Klosterhof, rechts die Kirche

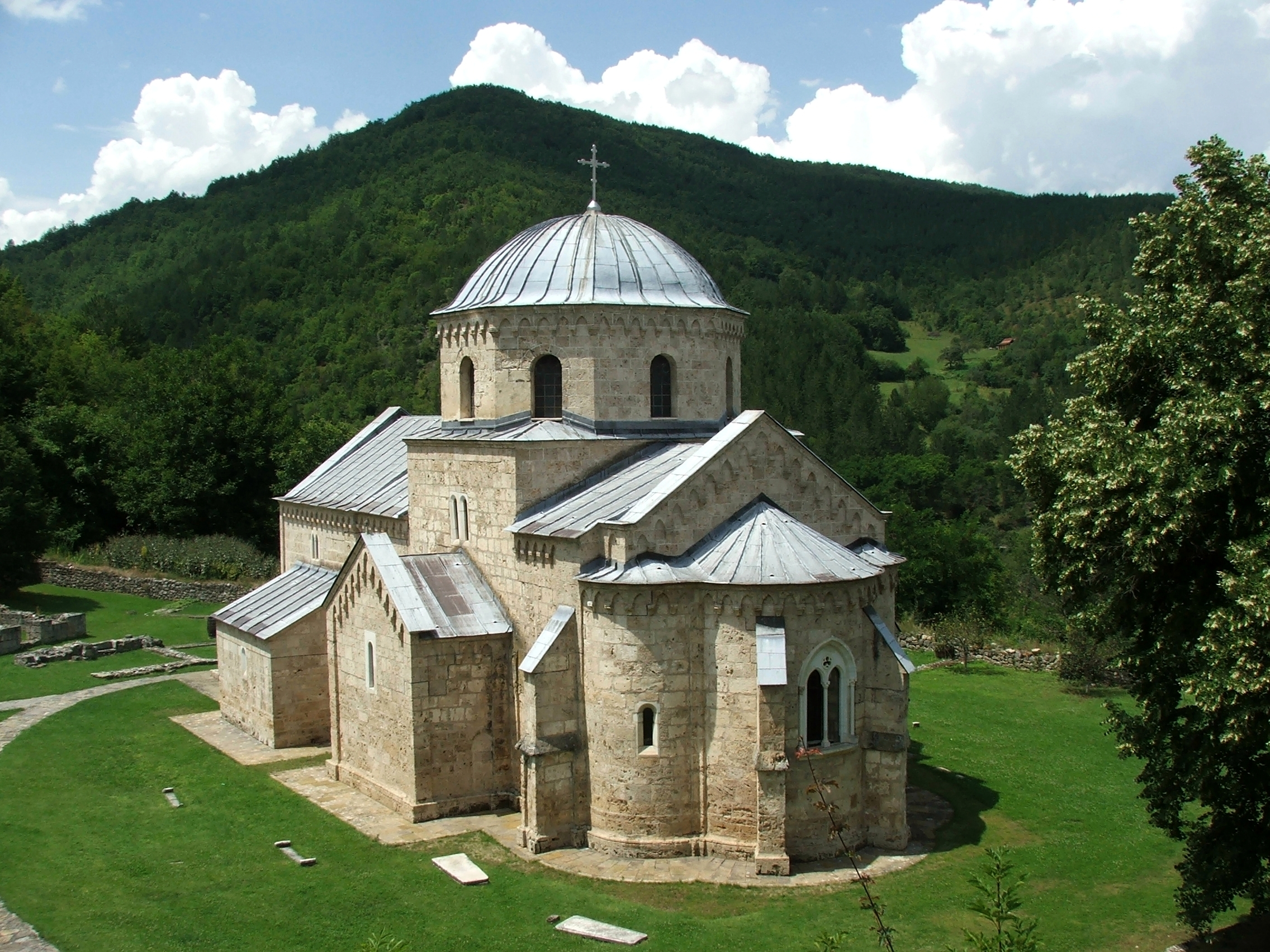
Das architektonische Vorbild in Gradac

Das Verkündigungs-St. Justin-Kloster ist ein Männerkloster der serbisch-orthodoxen Kirche im zur hessischen Gemeinde Eiterfeld gehörenden Ort Unterufhausen.
Das Kloster ist eine Tochtergründung der Skite des heiligen Spyridon in Geilnau an der Lahn. Derzeit (2015) wird das Kloster nur von einem Mönch, Schimamönch Justin Rauer, bewohnt. Deshalb wird das Kloster noch als Einsiedelei bezeichnet. Das Gebäude, ein ehemaliges Mühlenanwesen, wurde 2010 erworben. Nach der Renovierung des Klosterhofs und dem Neubau einer Kirche ist der Umzug der Mönche von Geilnau nach Unterufhausen geplant. Das Kloster feiert ein doppeltes Patrozinium, den heiligen Justin (Popović) und Verkündigung des Herrn, weil der heilige Justin nach dem Julianischen Kalender an diesem Fest 1894 geboren und 1979 auch gestorben ist.

## Bau der Klosterkirche
Im Dezember 2013 segnete der serbisch-orthodoxe Patriarch Irinej ein Grundstück unmittelbar neben dem Klosterhof in einer Streuobstwiese für den Bau einer Kirche, der 2014 begonnen wurde. Die Kreuzkuppelkirche wurde nach dem Vorbild der Klosterkirche von Gradac in Serbien errichtet, ein Bau aus dem späten 13. Jahrhundert. Die Pläne für die Kirche in Unterufhausen erstellte der Architekt Norman Heimbrodt. Der Kirchenbau wurde in Massivholzbauweise mit 34 Zentimeter starken Wänden ausgeführt. Im Keller der 258 Quadratmeter großen Kirche wurden Räume in Betonbauweise errichtet, die als Aufenthalts- oder Speiseräume dienen sollen. Die 16 Meter hohe Kirche wurde mit der Apsis nach Osten ausgerichtet. Im Westen der Kirche befindet sich eine Vorhalle, der Narthex, oberhalb davon wurde eine Wohnung für einen Mönch angelegt. Im Sommer 2015 wurde das Kuppelkreuz auf die Kuppel aufgesetzt und die Kirche außen verputzt. Im Innern soll die Kirche ebenfalls verputzt und mit Fresken ausgestattet werden.